# Palmeira (gastronomia)

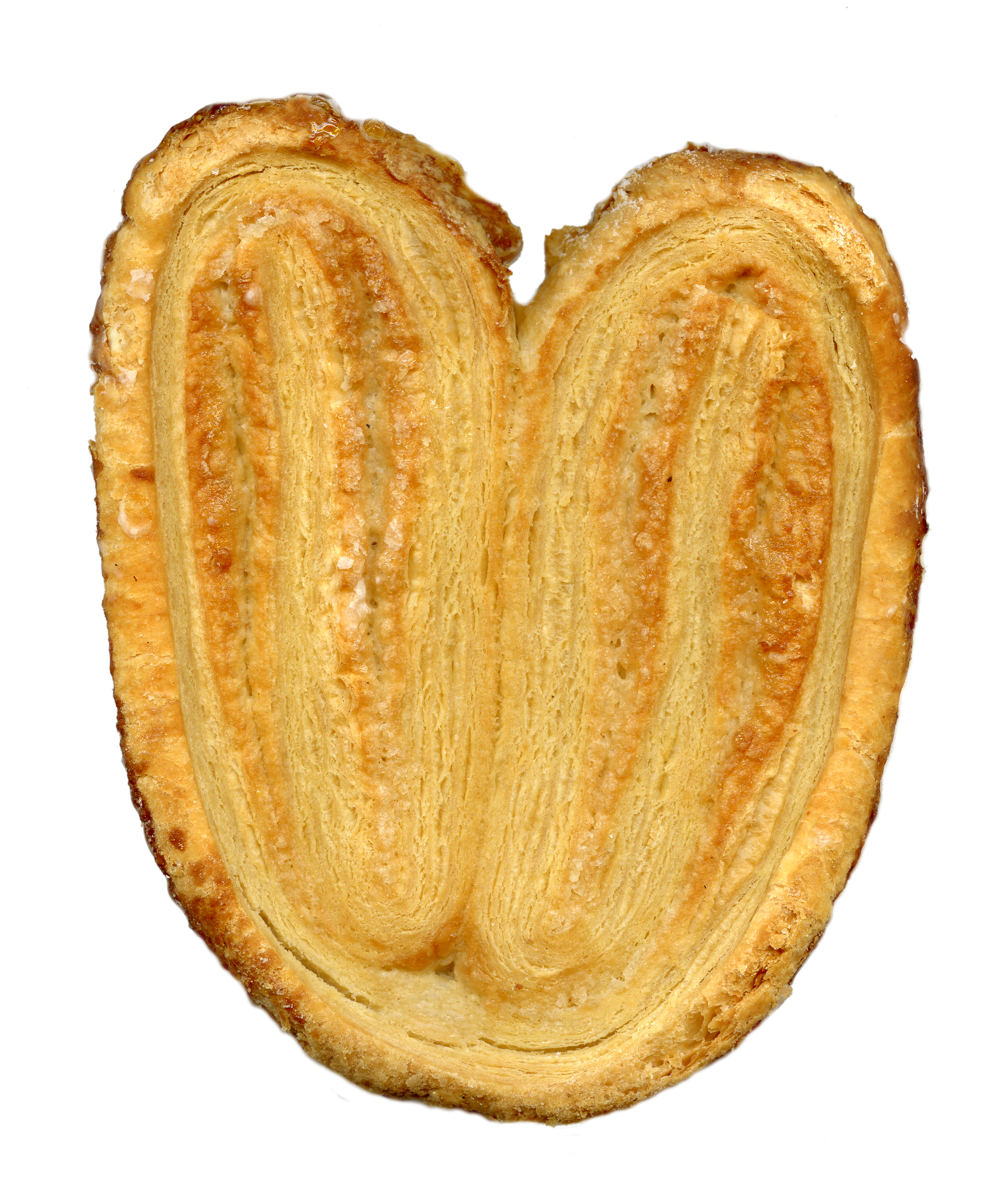
Palmeira

A palmeira (francês: palmier ou cœur de France), orelhas de elefante, orelha de macaco, óculos ou coração francês é um doce tipicamente francês, que possui um formato de palmeira ou uma forma de borboleta.
O doce é confeccionado com massa folhada enrolada em formato de dois gomos, passado no açúcar e, finalmente, assado.